# Antère
Pour l’article ayant un titre homophone, voir Anthère.
Antère ou Antéros (latin : Anterus) est le 19e pape de l'Église catholique. Il est évêque de Rome moins de deux mois, du 21 novembre 235 jusqu'à sa mort le 3 janvier 236.
Il est vénéré comme saint par l'Église catholique et par les Églises orthodoxes.

## Biographie
Anterus est le fils de Romulus, né à Petilia en Calabre, une ville de la Grande-Grèce, à identifier avec l'actuelle Strongoli. Selon le Liber Pontificalis, il est d'origine grecque ; son nom peut indiquer qu'il est un esclave affranchi.
On sait seulement avec certitude de lui qu'il règne une quarantaine de jours, et qu'il est enterré dans la célèbre « crypte papale » de la catacombe de Saint-Calixte à Rome.
On ne connaît ni sa vie ni son âge lorsqu'il accède au pontificat le 21 novembre 235, succèdant à Pontien qui, emprisonné en Sardaigne avec son grand rival l'antipape Hippolyte de Rome, vient d'abdiquer.
Il crée un évêque pour la ville de Fondi.
Le seul fait notable de ce bref pontificat est le rassemblement ordonné par Antère des actes des différents martyrs : il entreprend de recueillir officiellement les actes et les reliques des martyrs qu'il veut conserver en un seul lieu au sein de l'Église, appelé Scrinium, et qui peut être considéré comme l'ancêtre de la bibliothèque apostolique vaticane, mais tout a été brûlé par la suite par l'empereur romain Dioclétien.
Il meurt le 3 janvier 236. Selon le Liber Pontificalis et certains érudits, Antère a été martyrisé, parce qu'il a ordonné une plus grande rigueur dans la recherche des actes des martyrs, recueillis avec exactitude par les notaires nommés par le pape Clément de Rome. Cette tradition semble très ancienne et tout à fait véridique ; néanmoins certains savants illustres, dont Louis-Sébastien Le Nain de Tillemont, soutiennent qu'elle n'est pas suffisamment prouvée par le simple fait d'être rapportée dans le Liber Pontificalis, compte tenu, entre autres, de sa date tardive de compilation. D'autres érudits croient qu'il est plus probable qu'il soit mort dans des circonstances peu dramatiques pendant les persécutions de l'empereur romain Maximin Ier le Thrace. Le Catalogus Liberianus utilise la formule « il s'endormit » pour indiquer sa mort, formule utilisée pour les morts naturelles.

## Sépulture
Antère est enterré dans la crypte papale de la catacombe de Saint-Calixte, sur la voie Appienne à Rome, bientôt rejoint par son prédécesseur Pontien. Le site de son sépulcre a été découvert par Giovanni Battista de Rossi en 1854, avec quelques restes brisés de l'épitaphe grecque gravés sur l'étroite dalle oblongue qui fermait sa tombe, indication à la fois de son origine probable et de l'usage général du grec dans l'église de Rome de cette époque ; seul le terme grec pour « évêque » était lisible.
En 1611, ses reliques sont transférées à Giaveno, comme cadeau du frère Giovanni Battista Cavagno de Novara à Don Vincenzo Claretta de Giaveno. Ses cendres avaient été transportées dans l'Église San Silvestro al Quirinale du Champ de Mars (Rome) et furent découvertes le 17 novembre 1595, lorsque le pape Clément VIII reconstruisit cette église.

## Culte
Le pape Antérus est commémoré dans l'Église catholique le 3 janvier et dans l'Église orthodoxe russe le 18 août.